# Бехтер Володимир Сергійович
Володи́мир Сергі́йович Бе́хтер — капітан Збройних сил України, учасник російсько-української війни.

## Життєпис
Військової справи навчався в Полтаві. Заступник командира роти 95-ї оаембр по роботі з особовим складом.
З квітня 2014 року — в зоні бойових дій на сході України. Поранений у бою 13 травня на околиці села Октябрського Слов'янського району Донецької області, загалом загинуло 6 військовослужбовців — капітан Вадим Заброцький, старший лейтенант Віталій Дульчик, сержант Олег Вікторович Савицький, молодший сержант Віталій Рудий, старший солдат Олександр Якимов, молодший сержант Сергій Хрущ. 8 зазнали поранень різних ступенів важкості, серед них — старший солдат Денис Білявський. Бехтер перебував у другому БТРі з кінця колони.. Бій тривав протягом години. Після зачистки території з'ясувалося, що терористи атакували військовослужбовців з підствольних гранатометів, стрілецької зброї. На місці засідки виявлено заздалегідь обладнані позиції, контейнери від гранатометів РПГ-18 «Муха», РПГ-26 «Аглень» та гільзи від снайперських гвинтівок. Переміщувалися бойовики кількома мікроавтобусами та легковими авто.
Кілька терористів під час бою також зазнали поранень, про що свідчать сліди крові та рештки бронежилетів. За даними Міноборони України, нападники втратили щонайменше 5 бійців: один загинув, 4 важко поранені та перебувають у першій міській лікарні у Слов'янську.
Станом на середину травня 2014 лікувався у Військово-медичному клінічному центрі Центрального регіону.

## Нагороди
15 липня 2014 року — за особисту мужність і героїзм, виявлені у захисті державного суверенітету та територіальної цілісності України, вірність військовій присязі під час російсько-української війни, відзначений — нагороджений орденом Богдана Хмельницького III ступеня.

## Родина
З дружиною Юлією виховують доньку Кароліну 2009 р.н.